# Viladonja
Viladonja és un poble del municipi de les Llosses (Ripollès) situat als vessants de la serra de Matamala a 1012 m d'altitud. La seva església parroquial, dedicada a Santa Eulàlia, fou adscrita entre el 980 i el 1087 a la jurisdicció civil i eclesiàstica del monestir de Ripoll, i reedificada a mitjan segle xviii.
Esdevingué lloc reial al segle xvii juntament amb Sant Esteve de la Riba. El 1830 passà a ser municipi amb el nom de Sant Esteve de la Riba, fins al 1860. Fou municipi independent fins a l'any 1974. L'antic terme comprenia també el poble d'Estiula, l'antic poble de Corrubí i la masia de Llentes.